# Mănăstirea Coșula
Mănăstirea Coșula este o mănăstire de călugări amplasată în satul Coșula (din județul Botoșani), la o distanță de 20 kilometri sud-est de orașul Botoșani. Pe aici se ajunge mergând 3 km pe un drum județean aflat la dreapta DN 28 B. Mănăstirea Coșula datează din anul 1535, când marele vistiernic Mateiaș a construit aici un complex monahal. Mănăstirea Coșula a fost singura din județul Botoșani care a avut și exeriorul pictat. De asemenea este cunoscută pentru fresca veche de peste 500 de ani și legendarul Galben de Coșula. Pe frescă sunt reprezentate scena Rusaliilor și „Crucea Mântuitorului”.
Ansamblul Mănăstirii Coșula a fost inclus pe Lista monumentelor istorice din județul Botoșani din anul 2015, având codul de clasificare BT-II-a-A-01959 și fiind alcătuit din următoarele 7 obiective:
- Biserica "Sf. Nicolae" - datând din anul 1535, cu transformări din 1858, având codul BT-II-m-A-01959.01
- Casa egumenească - datând din secolul al XVII-lea, având codul BT-II-m-A-01959.02
- Arhondaricul - din 1848, având codul BT-II-m-A-01959.03
- Trapeza - datând din secolul al XVII-lea, având codul BT-II-m-A-01959.04
- Cuhniile - datând din secolul al XVII-lea, având codul BT-II-m-A-01959.05
- Turnul clopotniță - datând de la sfârșitul secolul al XVIII-lea, având codul BT-II-m-A-01959.06
- Zidul de incintă - datând din secolul al XVII-lea, având codul BT-II-m-A-01959.07

## Istoric

### Ctitorirea mănăstirii
Mănăstirea Coșula a fost construită în anul 1535 de către marele vistiernic Mateiaș, sfetnicul domnitorului Petru Rareș, pe malul stâng al râului Miletin. Ea a fost realizată în stilul arhitecturii feudale moldovenești. Biserica a fost pictată în frescă în perioada 1537-1538.
Deasupra ușii pronaosului se află o pisanie cu următoarea inscripție în limba slavonă: "Cu vrerea Tatălui și cu ajutorul Fiului și cu săvârșirea Sfântului Duh a binevoit dumnealui Matiaș Marele Vistiernic și a zidit hramul Sf. Nicolae la mănăstirea sa, pe Miletin; s-a început la 23 aprilie și s-a săvârșit în același an, anul 7043 septemvrie 8 zile" (=1535).
Ctitorul bisericii mănăstirii Coșula este vistiernicul și apoi logofătul Mateiaș, fiul pârcălabului Grumaz. Acesta provenea dintr-o veche familie de boieri din Moldova. El a ocupat dregătoria de mare vistiernic în timpul primei domnii a lui Petru Rareș (1527-1538), prima sa menționare printre dregătorii sfatului domnesc având loc într-un document din 3 martie 1535. În calitate de vistiernic, Mateiaș avea responsabilitatea administrării veniturilor țării dar și ale curții domnești. El a fost un boier de încredere al domnitorului, fiindu-i încredințate și misiuni diplomatice. El a fost trimis cu diferite misiuni în Transilvania, pentru a trata cu Ioan I Zápolya sau cu reprezentanții regelui Ferdinand. Unul dintre emisarii imperiali, episcopul de Lund, îi făcea în 1536 un portret destul de elogios: „În adevăr e un om foarte modest, foarte bun și, pe lângă aceasta, foarte prudent și destul de cumpănit în afacerile sale, așa cum n-aș putea găsi altul în acest regat.” 
La sfatul voievodului, el și-a trimis familia și bunurile în Transilvania, din cauza pericolului turcesc ce amenința Moldova, dar nu l-a urmat pe domnitor în exil. Noul domnitor, Ștefan Lăcustă (1538-1540), l-a făcut pe Mateiaș pârcălab de Roman (între 7 martie și 13 iunie 1540), iar la 30 noiembrie 1540 este menționat ca al cincilea boier din Sfatul domnesc, dar fără dregătorie. După reîntoarcerea lui Petru Rareș pe tron în 1541, Mateiaș este numit în dregătoria de mare logofăt în locul lui Gavril Trotușan, care a fost ucis ca trădător. În perioada iulie 1541 - martie 1545, marele logofăt Mateiaș s-a aflat ca ostatec la Făgăraș, fiind lăsat ca zălog acolo de Petru Rareș în locul lui Ștefan Mailat. În perioada captivității sale, domnitorul nu a numit niciun alt mare logofăt. Marele boier a fugit de la Făgăraș în perioada martie - aprilie 1545 și s-a înapoiat în Moldova prin Țara Românească. El apare într-un document al sfatului domnesc din 4 aprilie 1545.
Mateiaș și-a păstrat dregătoria și în timpul domniei lui Iliaș al II-lea Rareș (1546-1551). El a ctitorit Biserica "Sf. Nicolae" de la Mănăstirea Coșula (1535) și Biserica "Pogorârea Sfântului Duh" din Horodniceni (1539). Vistiernicul Mateiaș a fost înmormântat în biserica ctitorită de el la Horodniceni, aici aflându-se și mormintele altor membri ai familiei sale.

### Centru de cultură medievală
În secolele XVII-XVIII, mănăstirea a fost un important centru cultural, aici realizându-se prima traducere în limba română a unui text din Herodot de către un monah de la Coșula în secolul al XVIII-lea. Traducerea s-a realizat după un manuscris vechi din limba neogreacă, adus în Moldova din insula Creta, unde fusese tradus din limba greacă veche de un călugăr elen. Textul tradus a fost depus de către istoricul Nicolae Iorga la Academia Română. De asemenea, un număr de 372 de documente s-au luat din mănăstire și s-au depus la Arhivele Naționale.
Într-un articol din 1925, Tiberiu Crudu enumera 5 volume mari de manuscrise pe care Nicolae Iorga le-a luat pentru a le duce Academiei Române, plus o serie de 17 cărți „ce au o valoare incontestabilă” și care aveau o vechime de 200-300 de ani. Autorul nota în articol că „mulțimea atâtor cărți cu conținut atât de variat denotă că odinioară, în jurul mânăstirii Coșula, era un cler cu o cultură înaltă și aleasă”. Tot atunci, în veșmântăria bisericii au fost descoperite obiecte de cult vechi, dintre care unele datau din perioada domniei lui Petru Rareș.

### Reparații și renovări

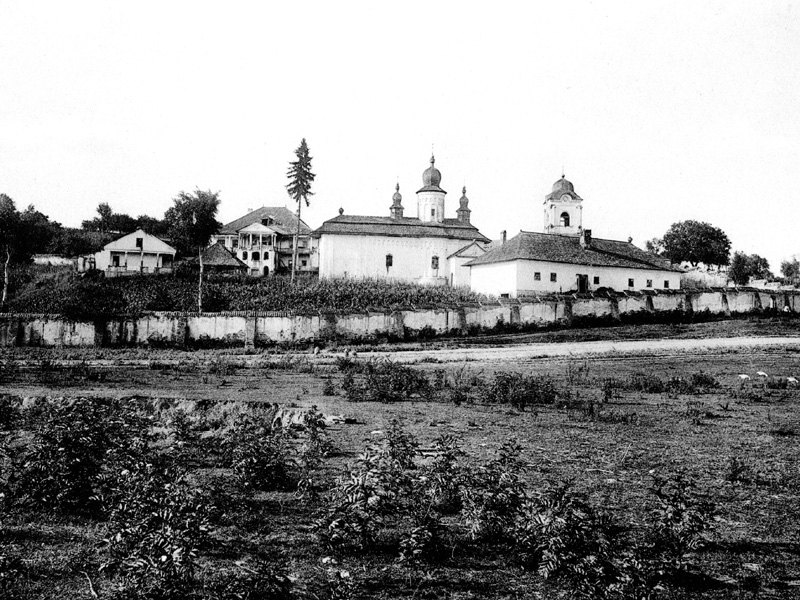
Mănăstirea Coşula - fotografie de epocă din perioada 1901-1904. A fost realizată de Alexandru Antoniu (1860-1925) și publicată în "Album general al României: compus din 300 tablouri reprezentînd monumentele istorice și contimporane, posițiuni pitoresci, Domeniul Coroanei și costume naționale cu descrierea istorică și pitorească" (Dresden, C. G. Röder, 1901-1904).

În decursul timpului s-au efectuat mai multe reparații și renovări ale complexului monahal (în anii 1848, 1856-1858  și 1978). Cu prilejul reparațiilor din 1858, pictura inițială în tehnica frescă din interior, datând din 1538, a fost acoperită sub un strat nou de pictură în ulei. Atunci s-a construit șui un pridvor la intrarea în biserică.
În anul 1908, mănăstirea a fost părăsită de călugări; biserica a devenit biserică parohială a satului, iar clădirile monahale au fost cedate Ministerului Sănătății pentru a adăposti un spital.
Istoricul Nicolae Iorga a atras atenția asupra Mănăstirii Coșula, el subliniind că acest ansamblu mănăstiresc este unul dintre foarte puținele monumente vechi din ținutul Botoșanilor. El a făcut în 1904 o călătorie prin Moldova, ajungând și la „ ...pădurea Coșulei, – dincolo de care așteaptă vechea mănăstire a lui Mătieș vistierul lui Petru Rareș, cu zidul de împrejmuire suind în zimți dealul și cu măiastra pisanie, – pădure lungă și deasă...”. Istoricul a descoperit în timpul vizitei din octombrie 1908 prima traducere în limba română a unui text din Herodot realizată de către un monah de la Coșula în secolul al XVIII-lea. Invitat mai târziu de profesorul de limba franceză de la Liceul Laurian din Botoșani să participe împreună la o excursie a Asociației foștilor elevi al Liceului Laurian la Mănăstirea Putna, Iorga îi scria într-o scrisoare din 1923 că Mănăstirea Putna este departe și nu sunt legături directe de tren, spunându-i "aveți aproape atât de frumoasa Coșulă și Vorona, într-un cadru de natură așa de bogat.” Excursia a avut loc la 28 decembrie 1924, iar Iorga a găsit cu acel prilej în biblioteca bisericii 5 volume mari de manuscrise pe care le-a luat pentru a le duce Academiei Române.
În 1968 au fost realizate unele lucrări de consolidare a beciurilor. În anul 1978 a fost demolat pridvorul bisericii și veșmântăria.
În anul 1991 mitropolitul Daniel Ciobotea al Moldovei și Bucovinei a reînființat Mănăstirea Coșula, aducând aici călugări care să se ocupe de refacerea vieței monahale din acest complex monahal medieval. În 1996 a fost finalizată construcția a două construcții de zid cu rol de chilii, cu cerdacuri largi. La 100 m nord-vest au fost construite anexele gospodărești. Au fost renovate clădirea arhondaricului și cea a stăreției.

## Descrierea bisericii

### Arhitectură
Biserica a fost construită după planul simplu, treflat, caracteristic multora dintre monumentele bisericești înălțate în vremea lui Ștefan cel Mare și Petru Rareș. Materialul de construcție folosit a fost piatra brută la zidurile drepte și la soclu și cărămida la conturarea ferestrelor și a ocnițelor.
Absidele laterale și absida altarului au câte cinci firide mari, desupra cărora se află un șir de ocnițe care înconjoară biserica ca un brâu. Firidele și ocnițele se regăsesc și la turla aflată deasupra naosului.
În interior, se constată eliminarea zidului despărțitor dintre pronaos și naos, care a fost înlocuit cu o arcadă puternică care susține bolta și care se reazemă pe ziduri prin console. Deasupra naosului se află o turlă deschisă cu baza poligonală îngropată parțial în acoperișul bisericii.
Ferestrele și ușile au tocuri de piatră cu elemente gotice. În anul 1958, ferestrele au fost lărgite. Acoperișul bisericii este din tablă cu aliaj de cupru, iar pardoseala este din beton.
Zidul de incintă al mănăstirii are pe partea de vest trepte care, după cum afirma Dumitru Agachi, "ritmează costișa amplasamentului mănăstirii, lăsând privitorului o deosebită și puternică impresie de scară a urcușului monastic și isihie, deopotrivă".

### Iconografie
Biserica Mănăstirii Coșula a fost pictată atât în interior, cât și în exterior. Urmele picturii inițiale în tehnica frescă din interior, datând din 1538, se mai pot vedea sub straturile de pictură în ulei ce datează din secolul al XIX-lea (mai precis din 1858). Specialiștii în artă Sorin Ulea și Vasile Drăguț datează pictura interioară în perioada 1537-1538. După curățarea integrală a unor scene de pictură interioară s-au scos la iveală o pictură de un mare rafinament estetic. Sfinții militari sunt reprezentați în posturi marțiale. Sorin Ulea a remarcat o scenã interioară, din primul registru al picturii murale, plasată la vest de absida sudică, în care Maica Domnului cu pruncul Iisus în brațe este înconjurată de arhanghelii Gavril și Mihail într-o poziție de adorare. Arhanghelul Mihail are ochii ridicați spre cer și colțurile gurii coborâte, transmițând o stare de ușoară tristețe, cu rolul de a spori seriozitatea contemplării.
Pictura exterioară a fost realizată în timpul primei domnii lui Petru Rareș (1527-1538). Ea a fost îndepărtată de meșterii care au făcut lucrări de reparații ale edificiului, fiind păstrat întâmplător doar un fragment al unor fresce vechi reprezentând Judecata de Apoi, deasupra ușii de intrare în biserică de pe fațada vestică. Acest fragment se afla pe peretele ascuns de podul pridvorului bisericii și astfel a scăpat.
Nicolae Iorga a descoperit în 1924 urmele picturii vechi sub stratul de pictură în ulei adăugat la mijlocul sec. al XIX–lea. Astfel, pictura nouă se coșcovise scoțând la iveală pictura veche în frescă. În plus, istoricul a descoperit o frescă veche în podul pridvorului bisericii, care reprezenta o urmă a picturii exterioare. El a dispus copierea întregii picturi.

### Odoare de preț
Printre odoarele Bisericii Coșula care se mai păstrează și astăzi menționăm o Cruce de metal, în stil apusean, trei broderii cu caracter religios în fir de mătase cu perle, cel mai mare având și două rubine (Acoperământul pentru Sf. Disc, Acoperământul pentru Sf. Potir, Aerul sau văzduh pentru Sf. Vase) și un Epitrahil, lucrate de mână și atribuite cneaghinei Anghelina, soția vistiernicului Matiaș, ctitorul bisericii.

## Casa egumenească
Casa egumenească din curtea Mănăstirii Coșula datează din secolul al XVII-lea și este catalogată ea-însăși ca monument istoric. Ea se află la 50 m nord-vest de biserică și este compusă din două niveluri, cu cerdac la etaj, coloane la parter și beci la subsol. Ca urmare a lipsei de interes din parte autorităților locale din perioada regimului comunist, ea a început să se ruineze.
Deși reprezentanții Ministerului Culturii au introdus casa pe lista prioritară a monumentelor care au nevoie de reparații capitale și au fost descoperite în arhive proiectele originale și schițele care indică cum arăta odinioară, Casa egumenească a fost scoasă de pe lista de priorități a guvernului României. Primarul comunei Coșula a reușit să obțină promisiunea Companiei Naționale de Investiții că va finanța lucrarea cu suma de 100.000 lei noi cu condiția ca Ministerul Culturii să garanteze preluarea lucrărilor și continuarea investiției, care va ajunge la 500.000 lei noi, până la finalizarea acesteia.

## Alte clădiri
- Turnul clopotniță - datează de la sfârșitul secolul al XVIII-lea. Este o construcție din zid, cu parter și etaj și o cupolă puțin pronunțată, acoperită cu tablă. El se află mai la deal de biserică.
- Arhondaricul - datează din 1848 și este alcătuit din cinci camere și o sală. Este aflat la vest de biserică. A fost ctitorit de arhimandritul Ignatie, care a finalizat construcția la 3 decembrie 1848, după cum arată inscripția.[10]
- Zidul de incintă - datează din secolul al XVII-lea. Complexul mănăstiresc este înconjurat cu zid de cărămidă în părțile de est și vest și cu gard de scândură în partea de sud-vest. În partea de vest, zidul are o poartă mare de intrare cu gang, iar zidul urcă pe deal în trepte.

## Imagini

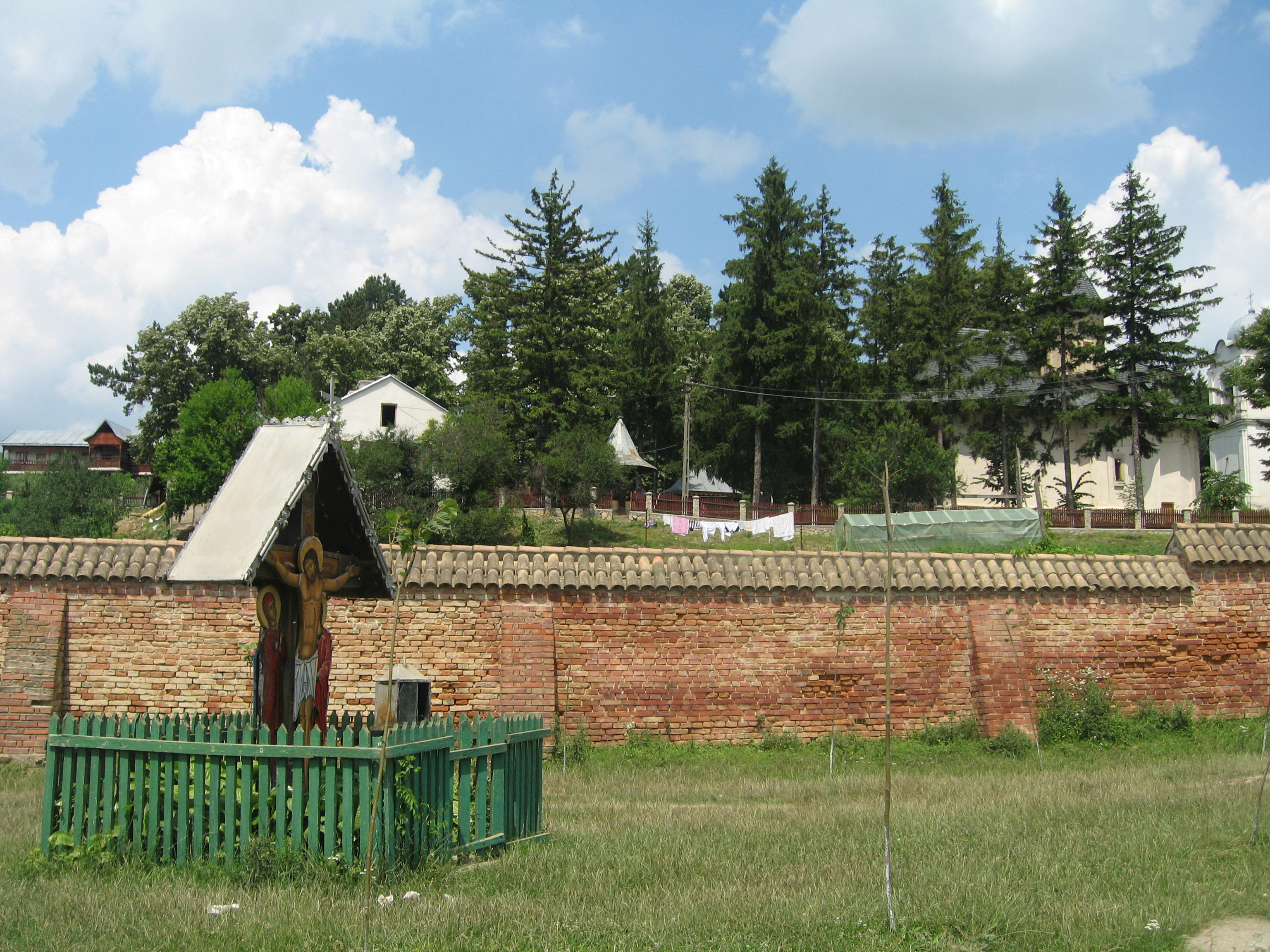
Zid de incintă
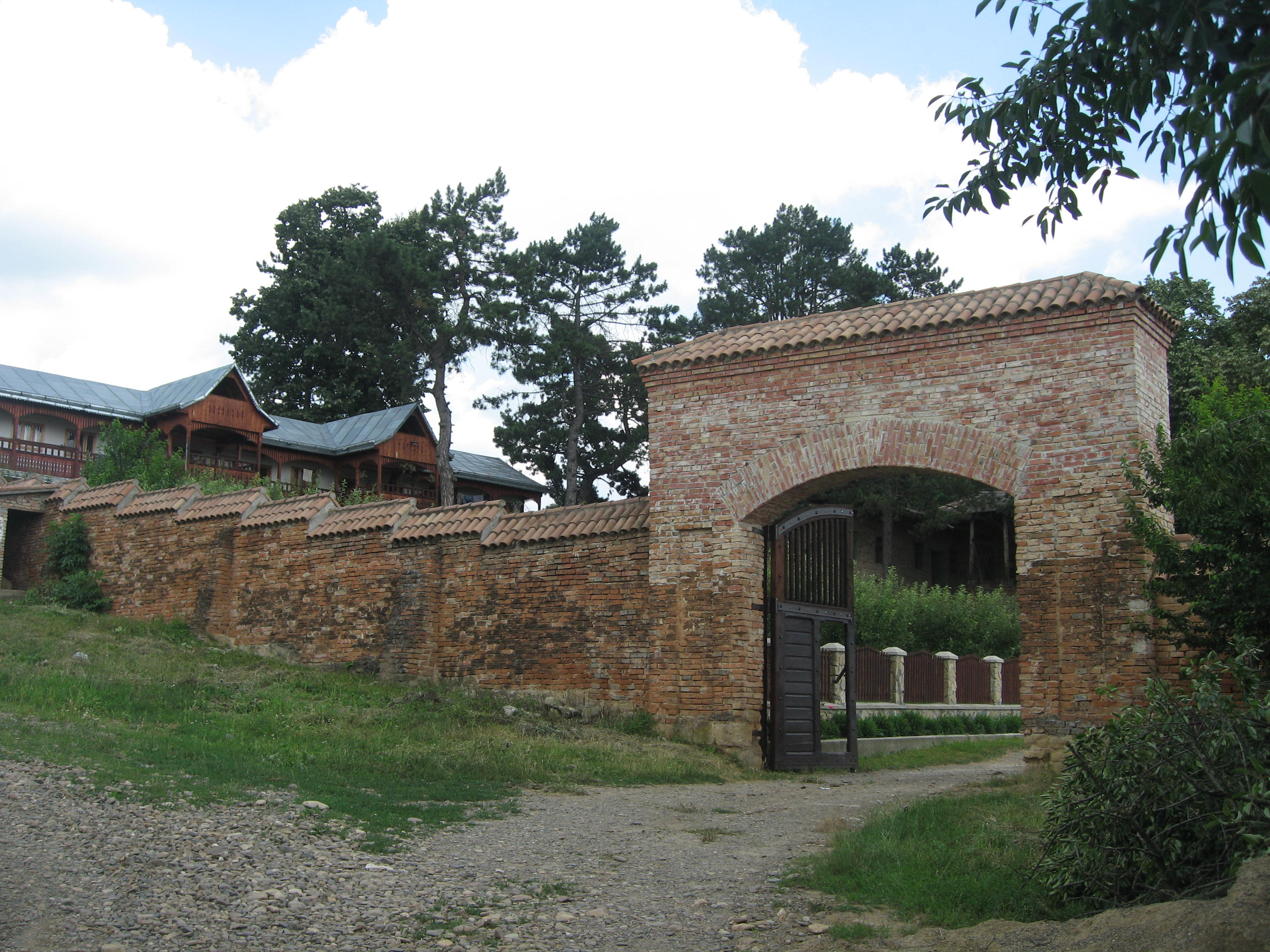
Intrarea în mănăstire
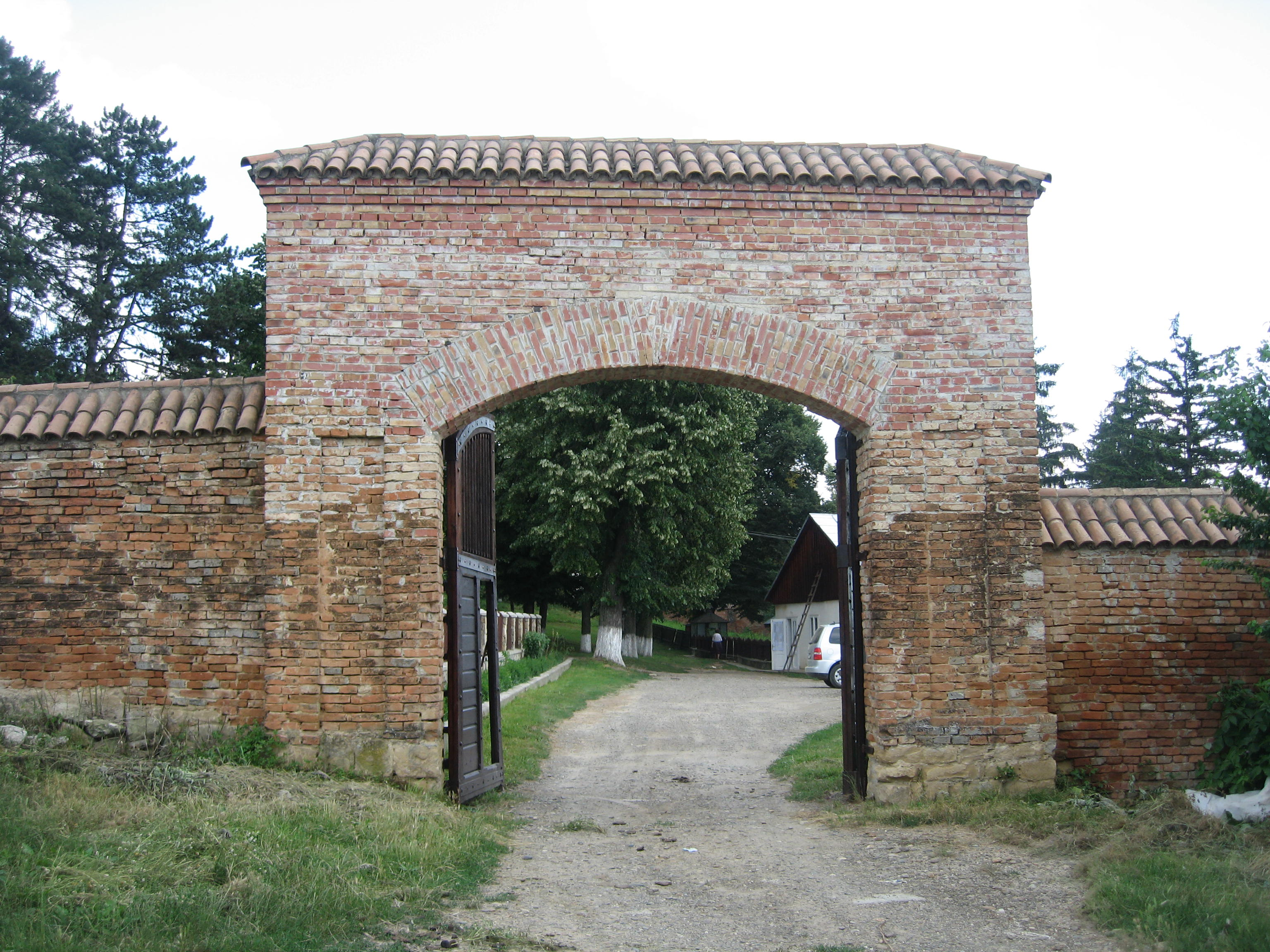
Poarta de intrare
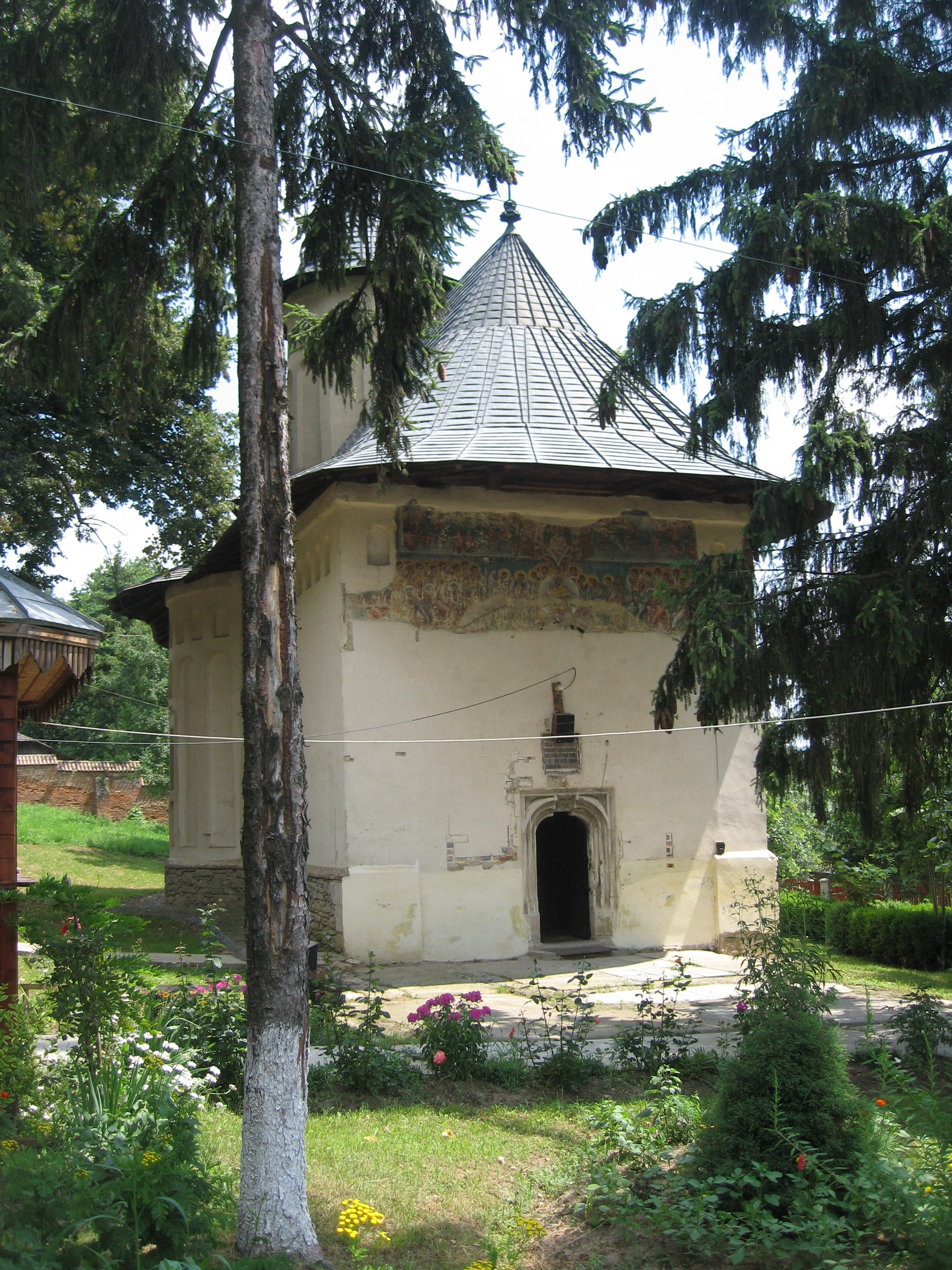
Biserica
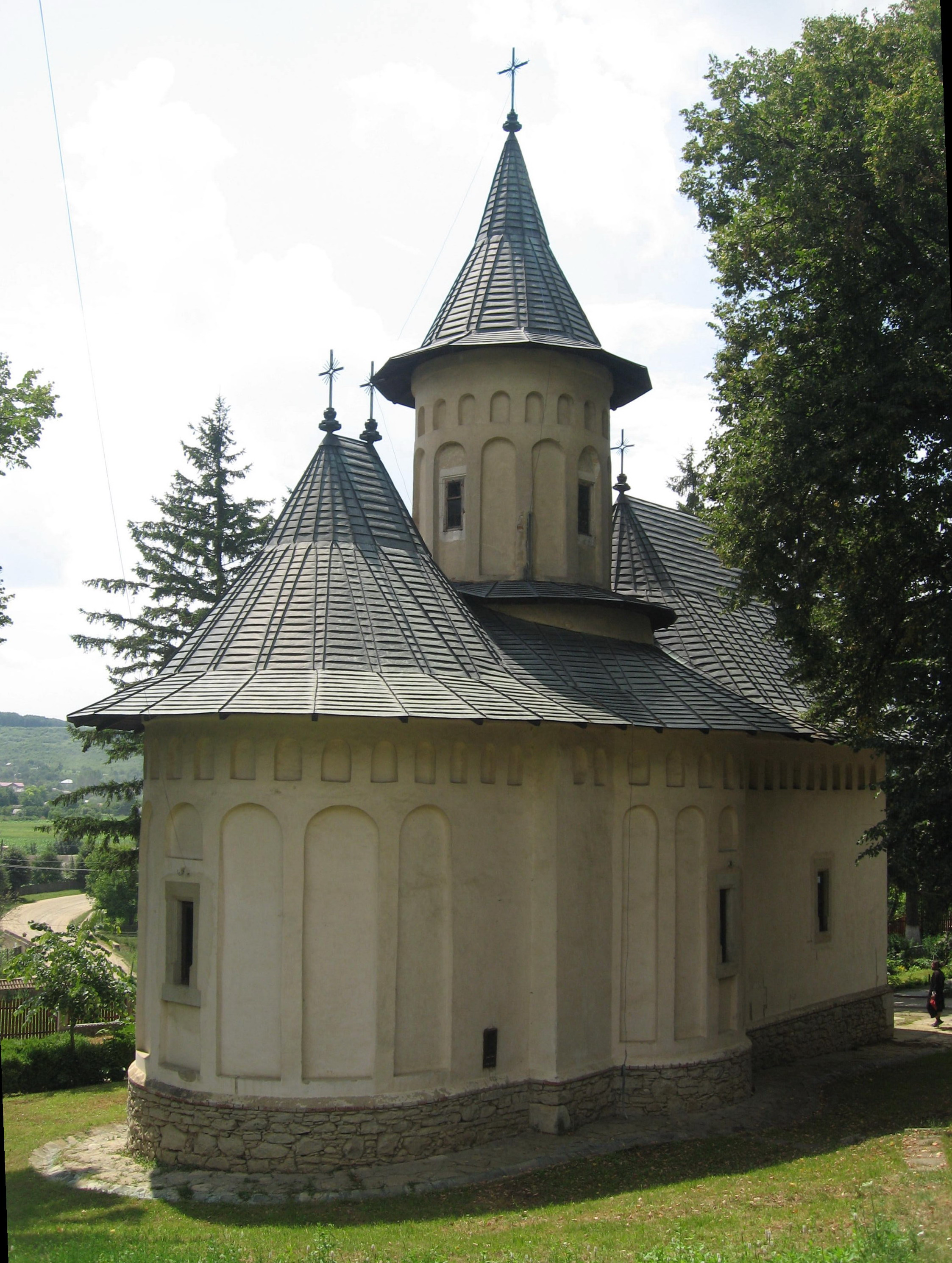
Biserica Sfântul Nicolae
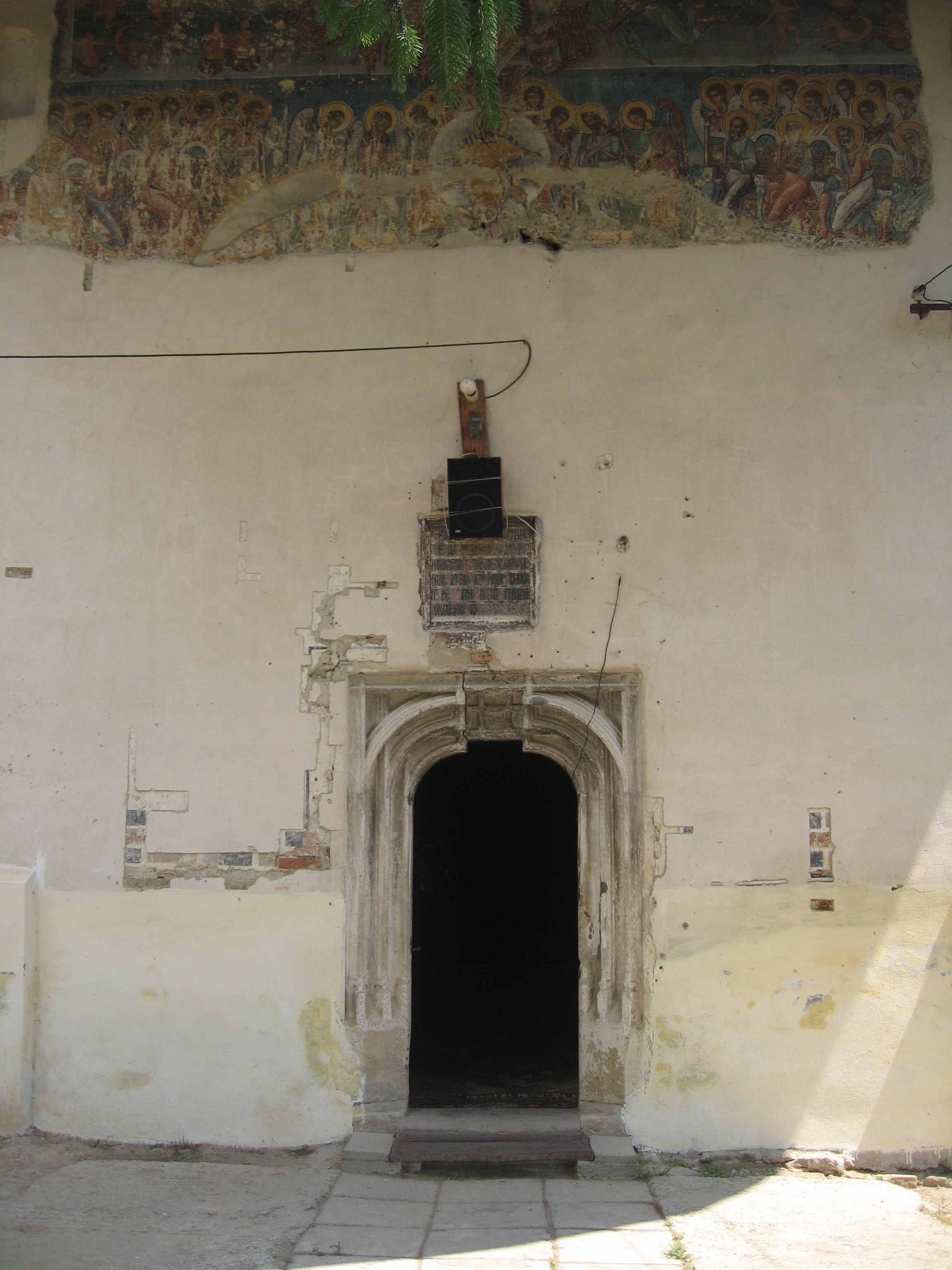
Intrarea în biserică
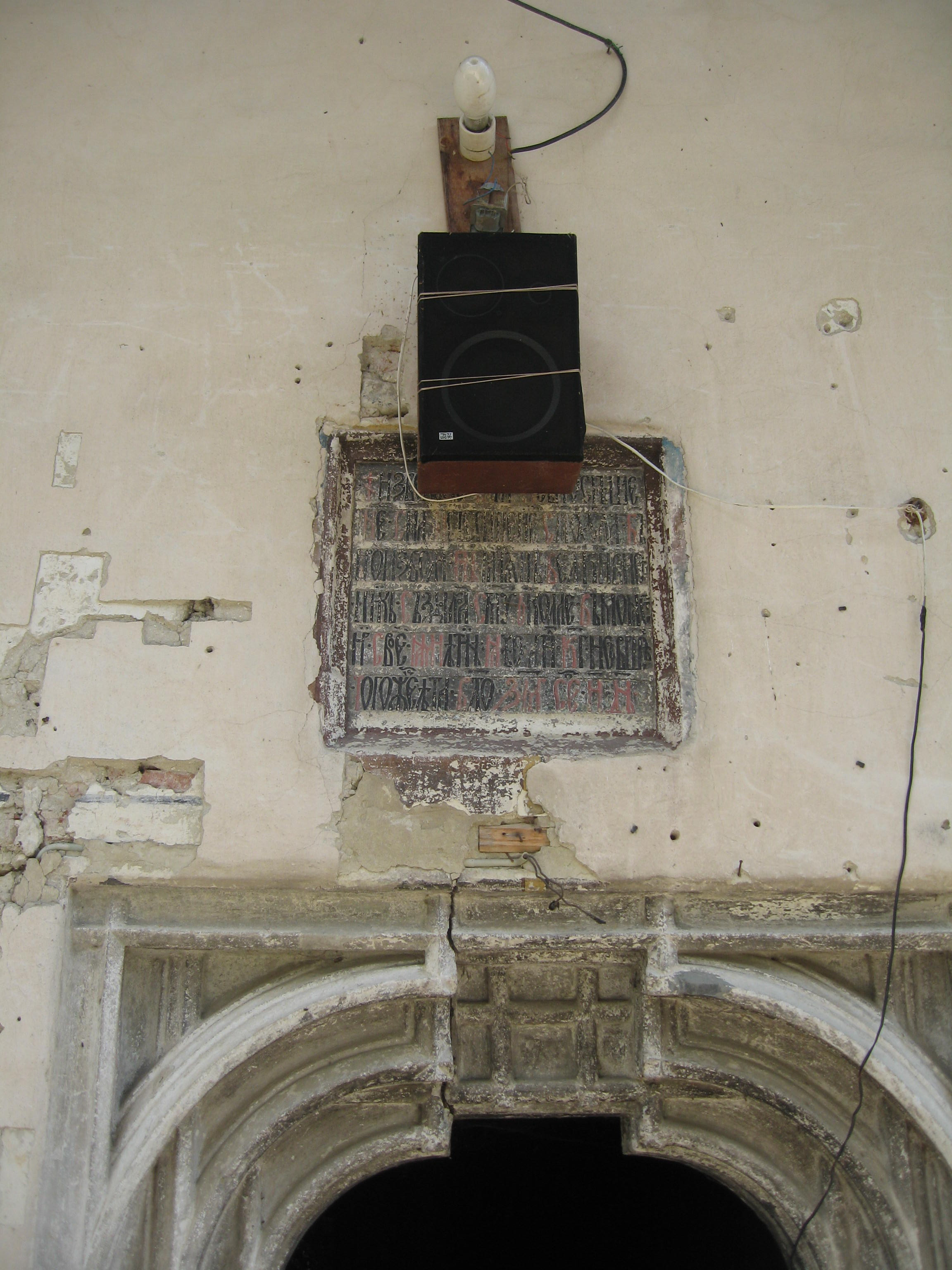
Pisania
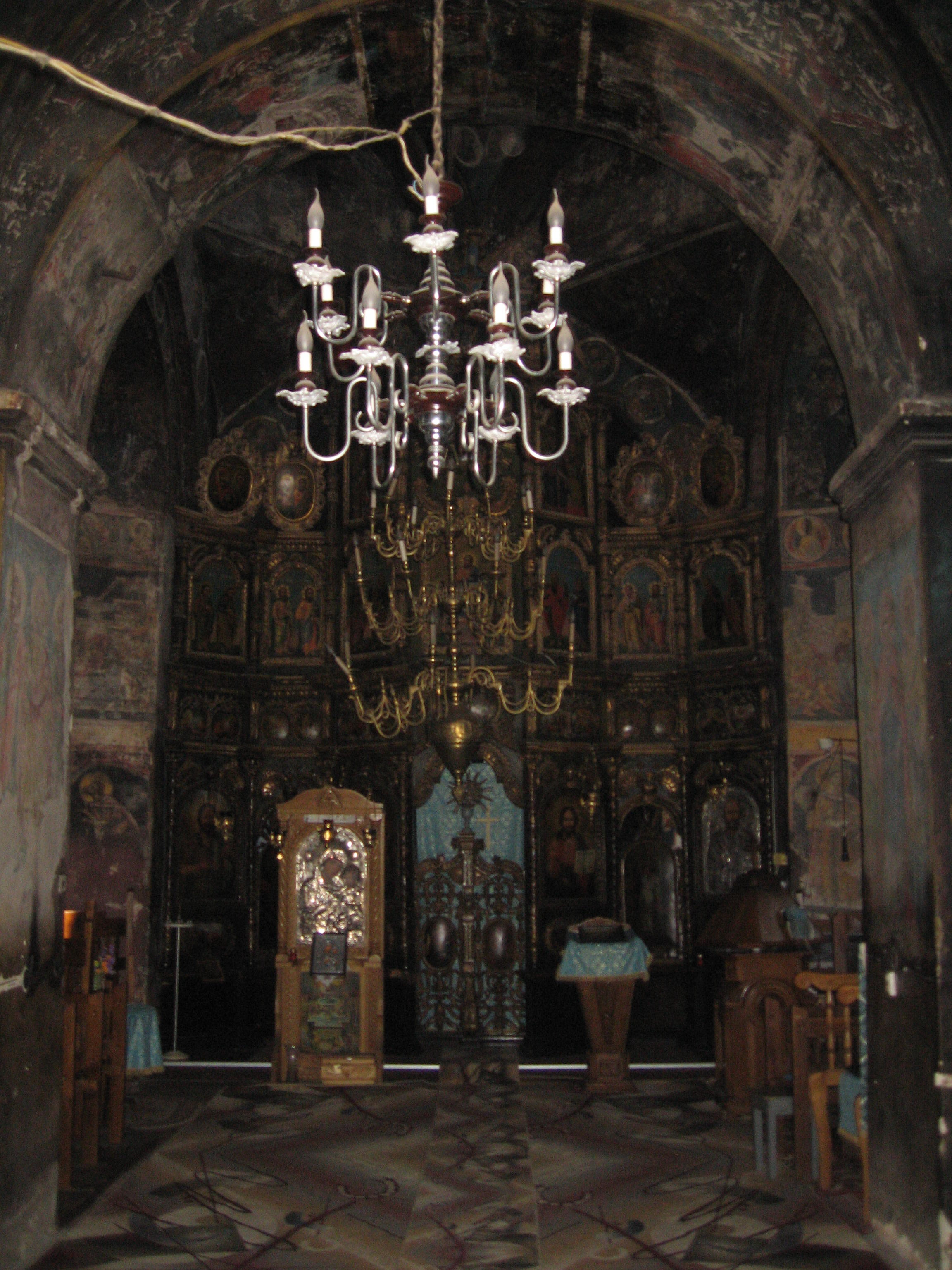
Interiorul bisericii
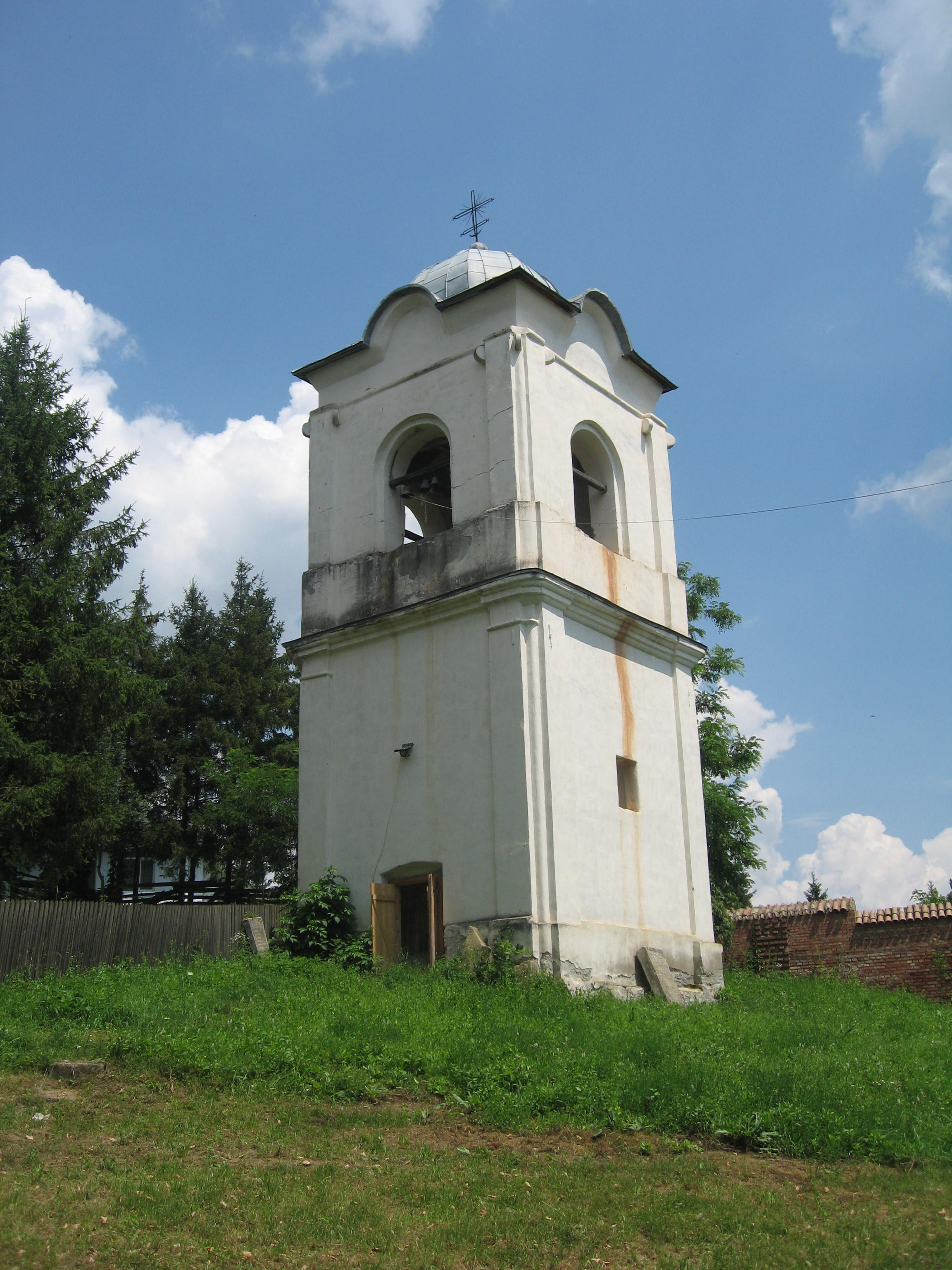
Turnul clopotniță
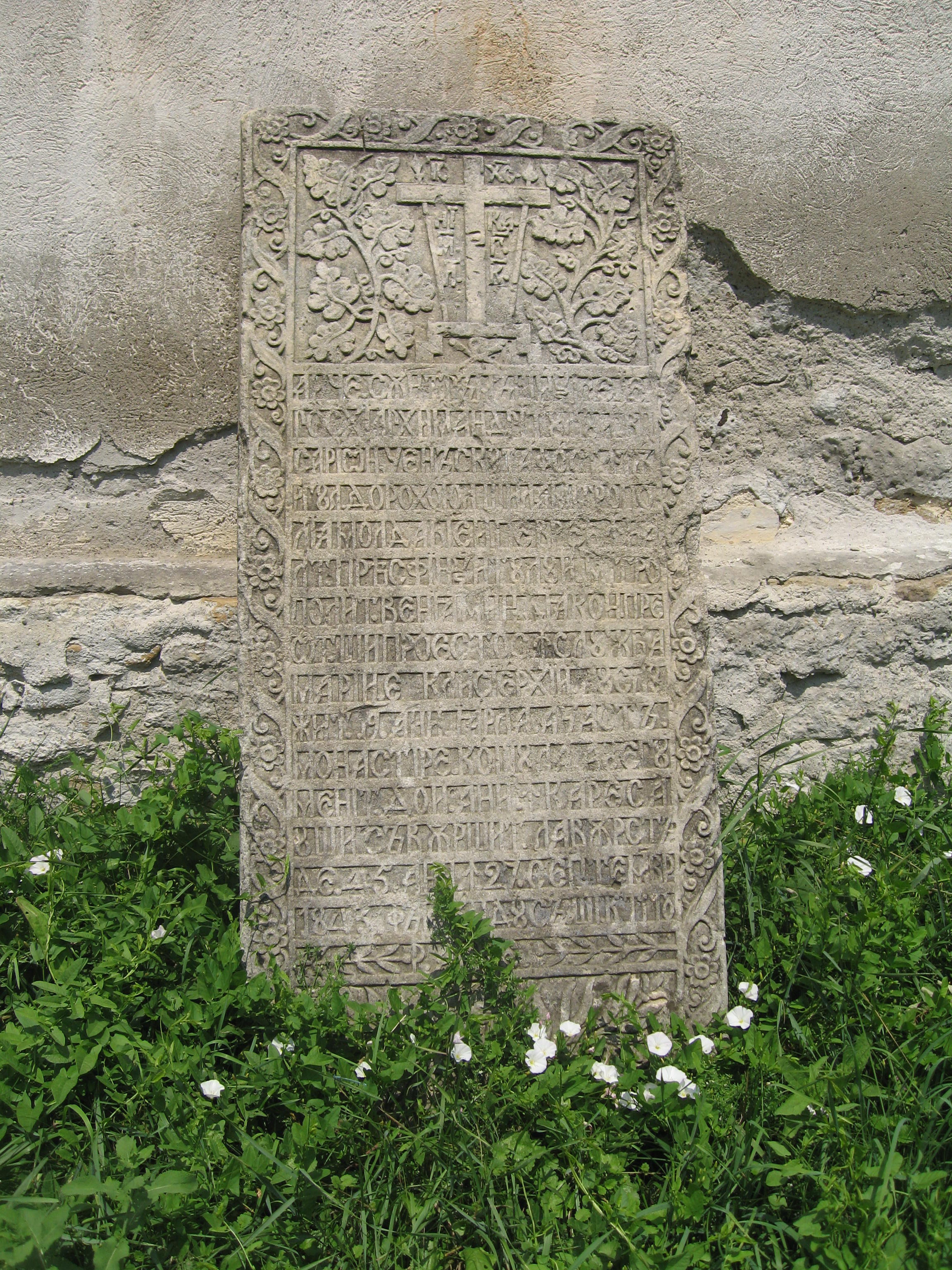
Placă funerară aflată în curtea bisericii
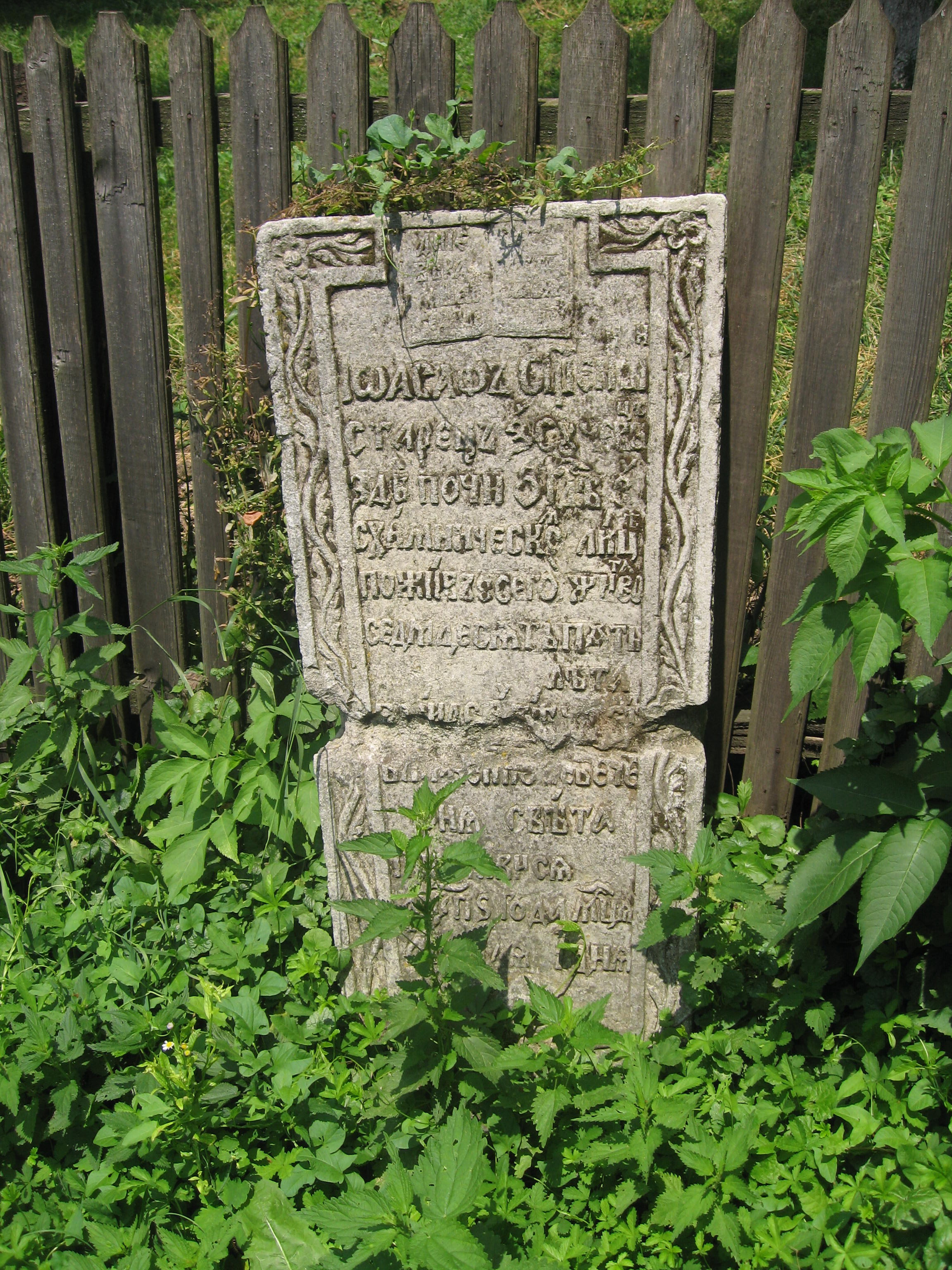
Placă funerară aflată în curtea bisericii
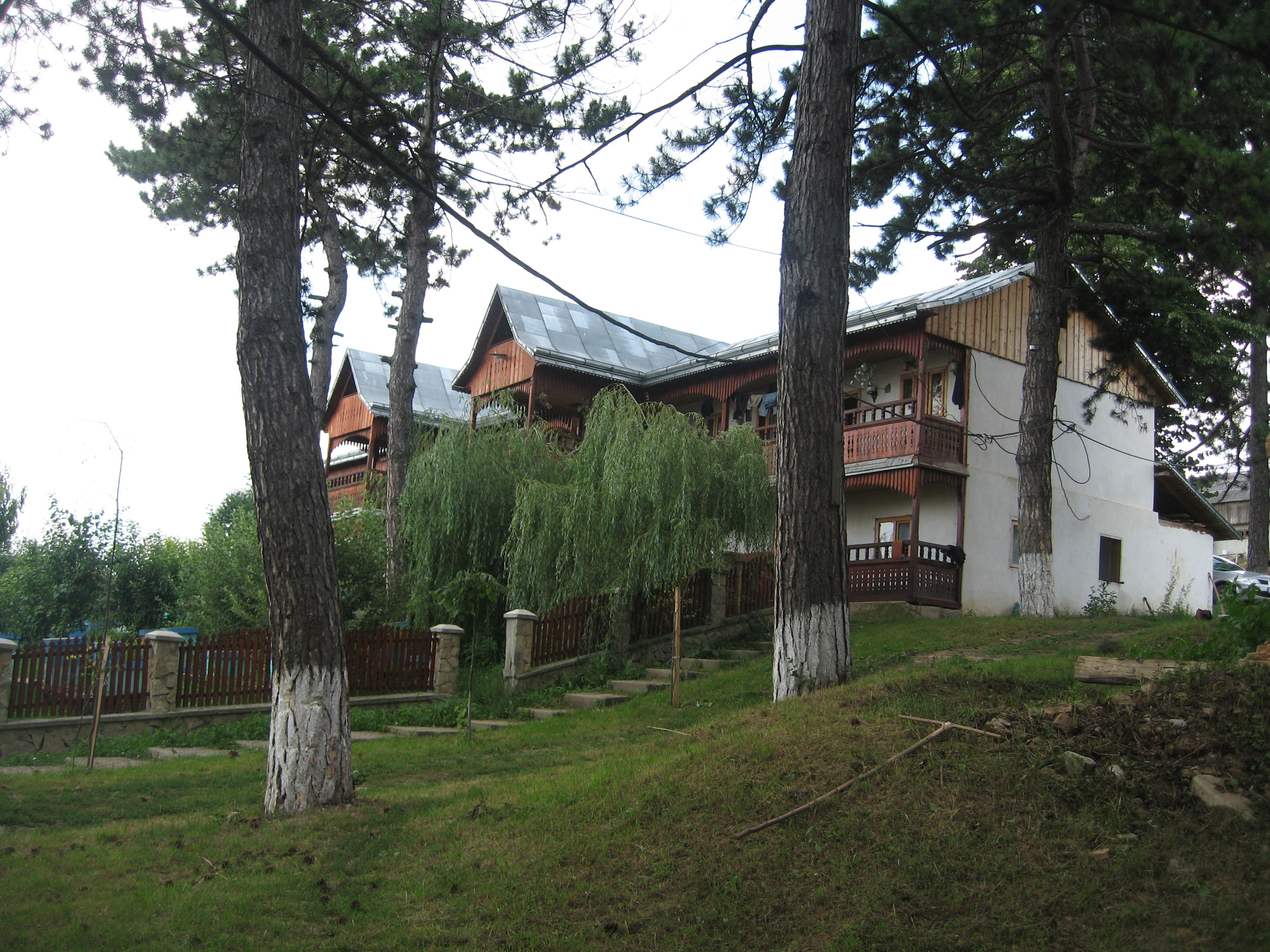
Corpul de chilii
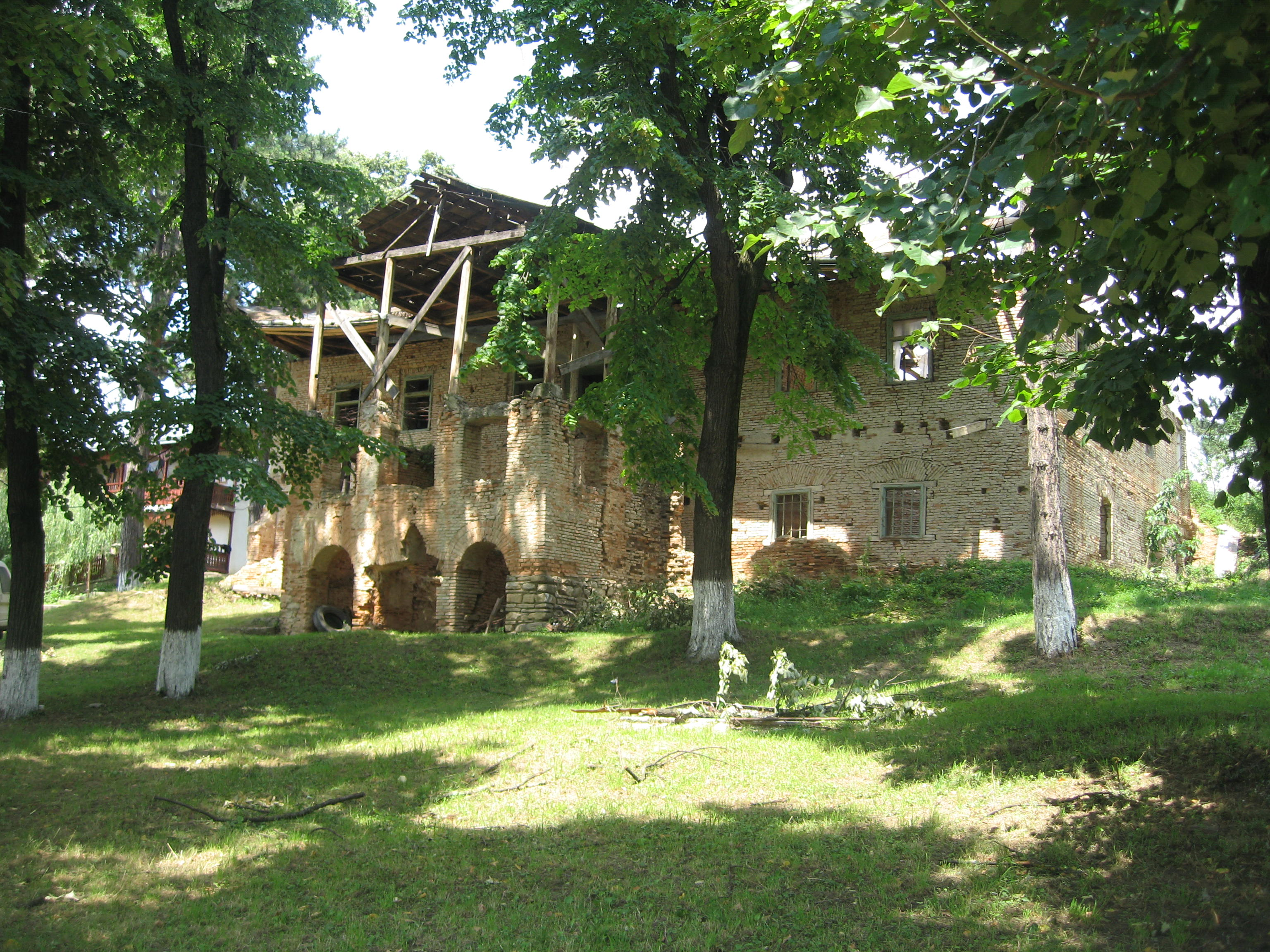
Casa egumenească - ruine
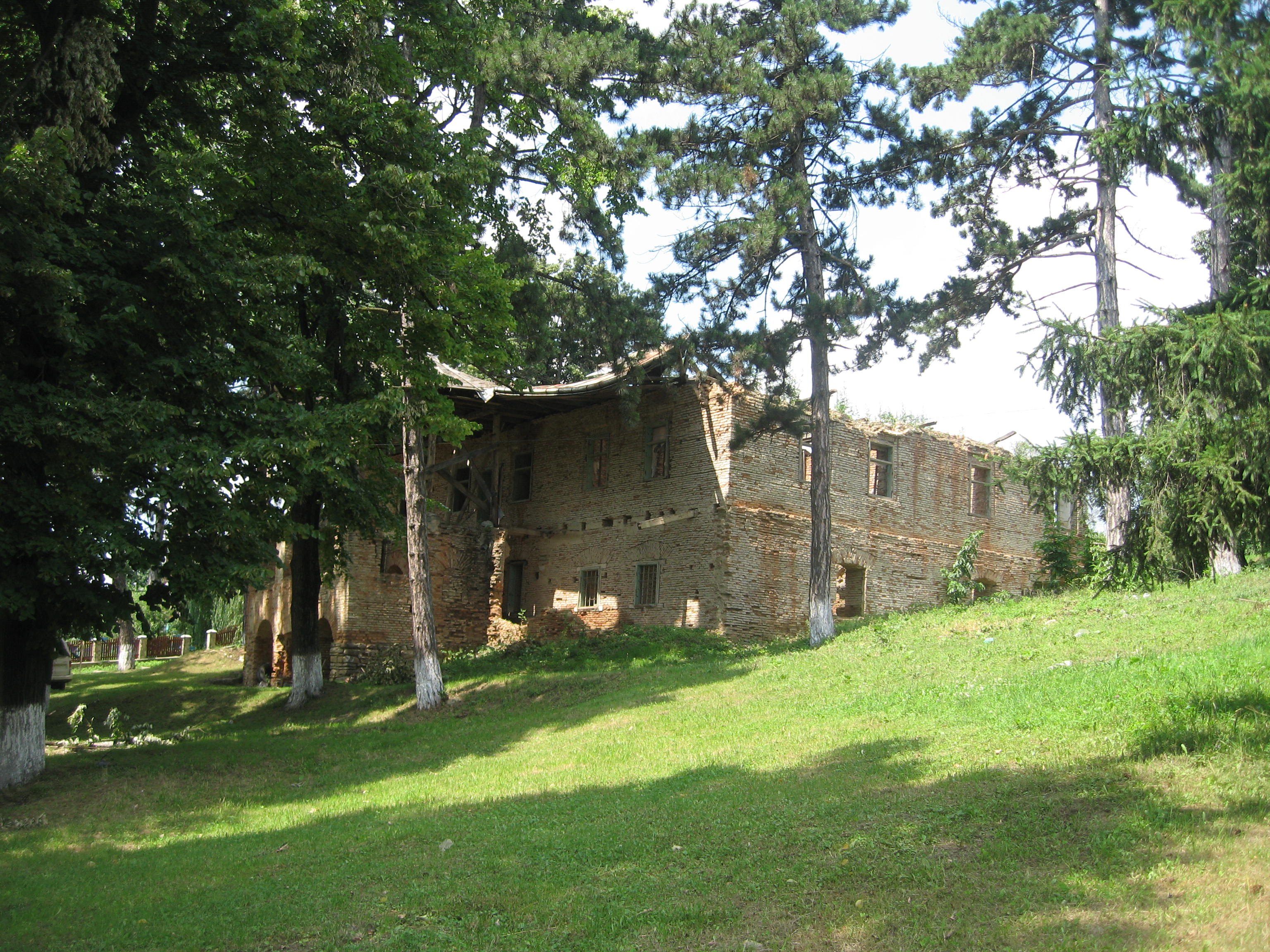
Casa egumenească - ruine
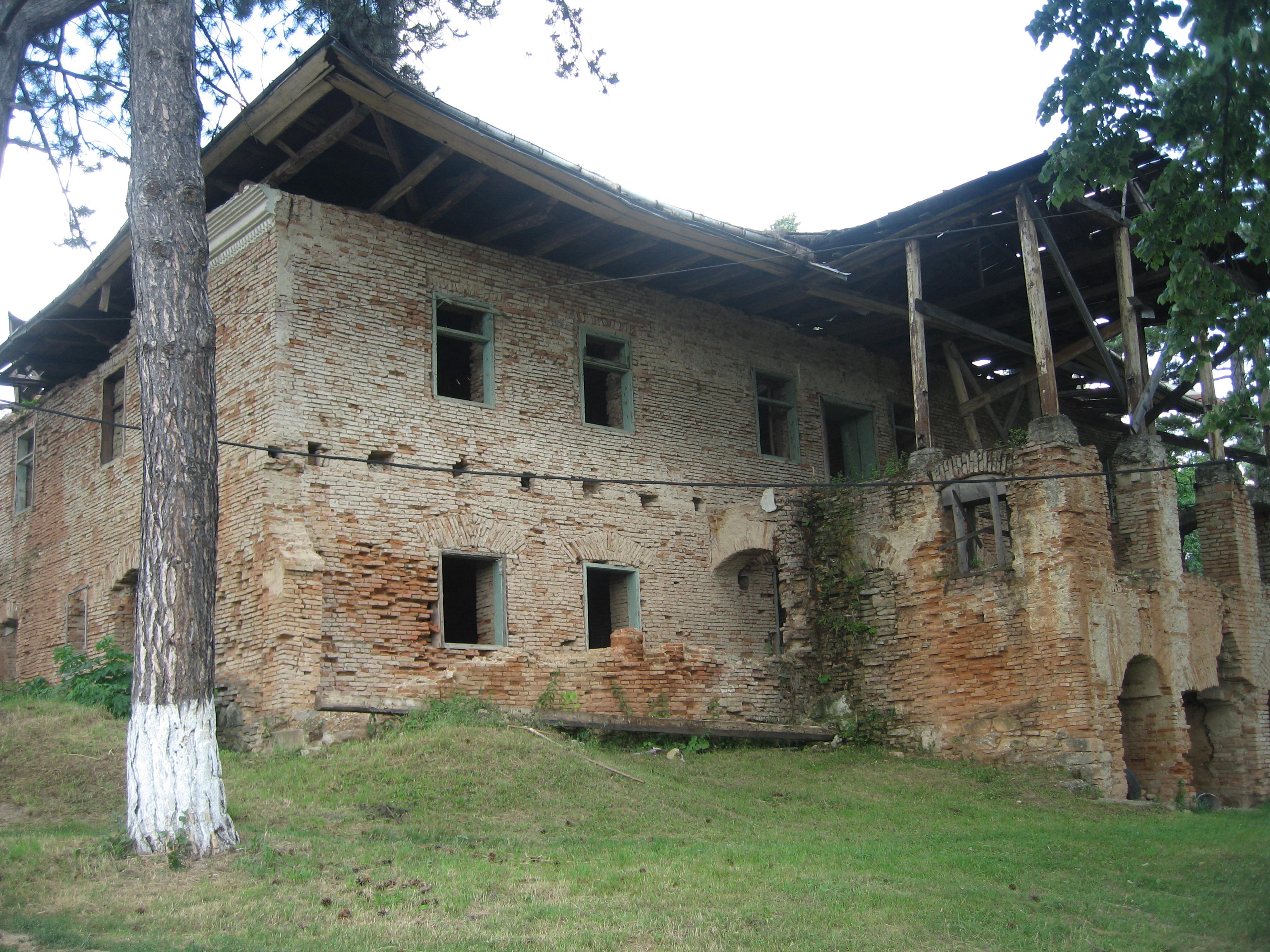
Casa egumenească - ruine
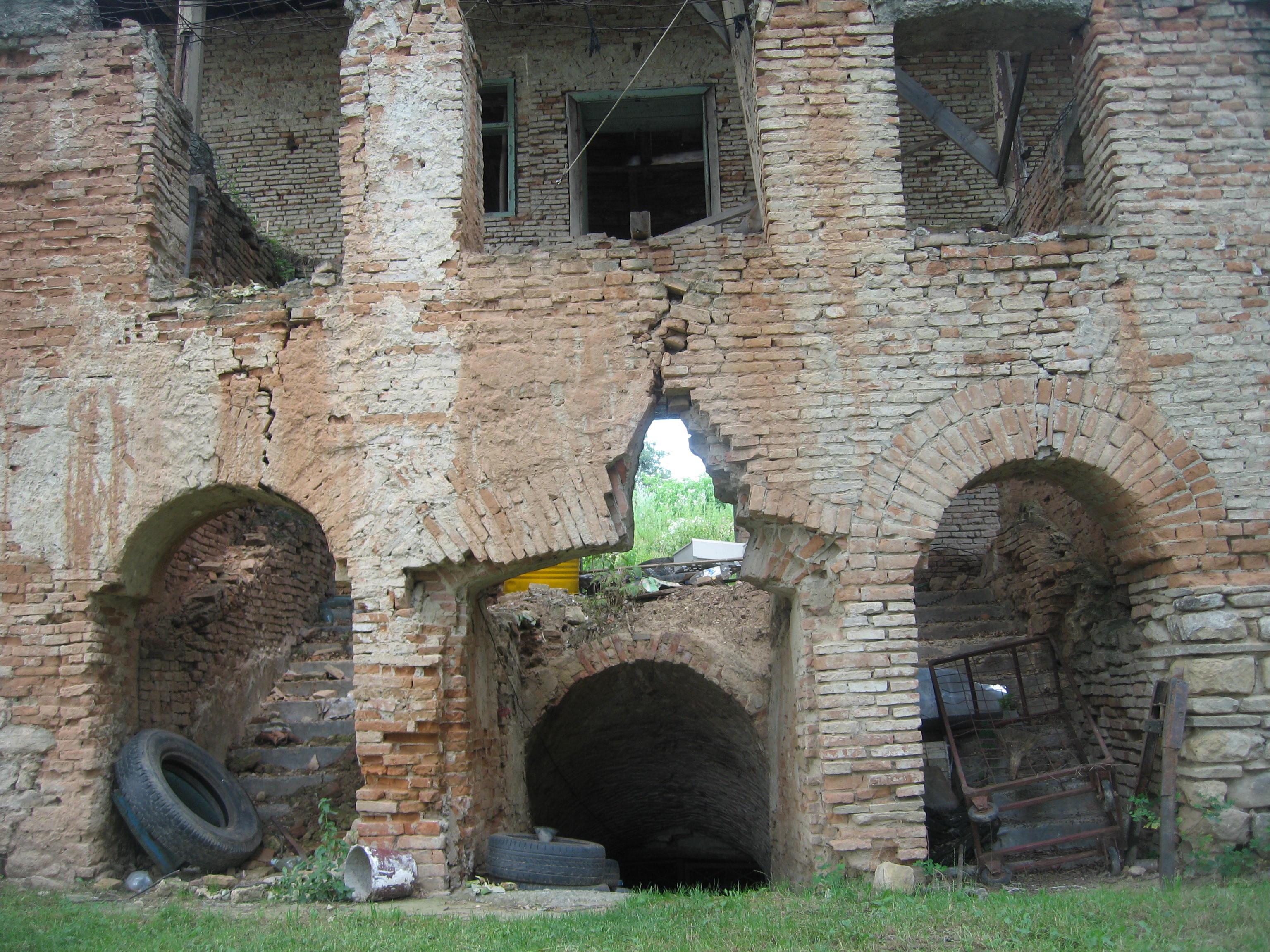
Casa egumenească - ruine
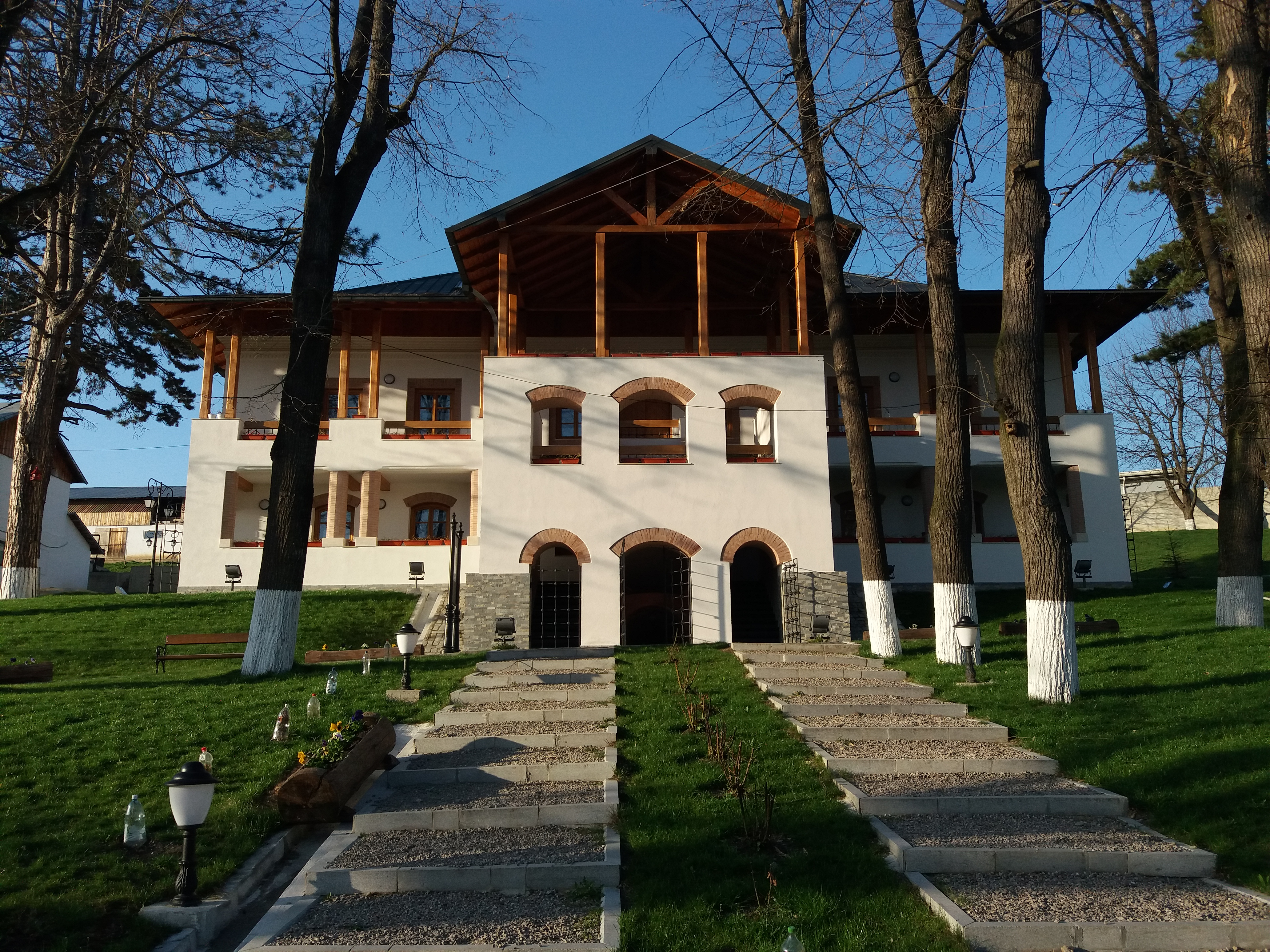
Casa egumenească - renovată
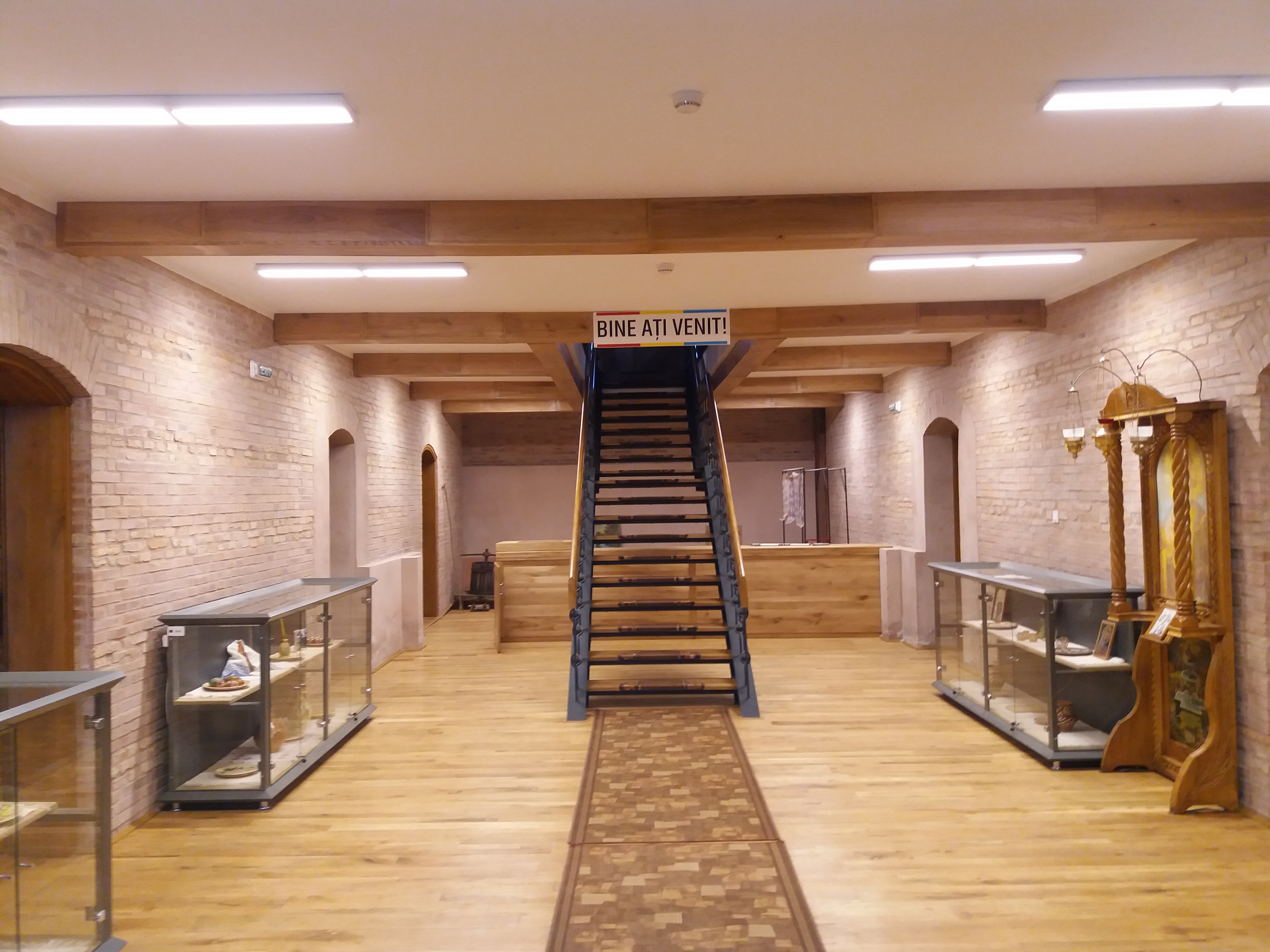
Casa egumenească - intrare
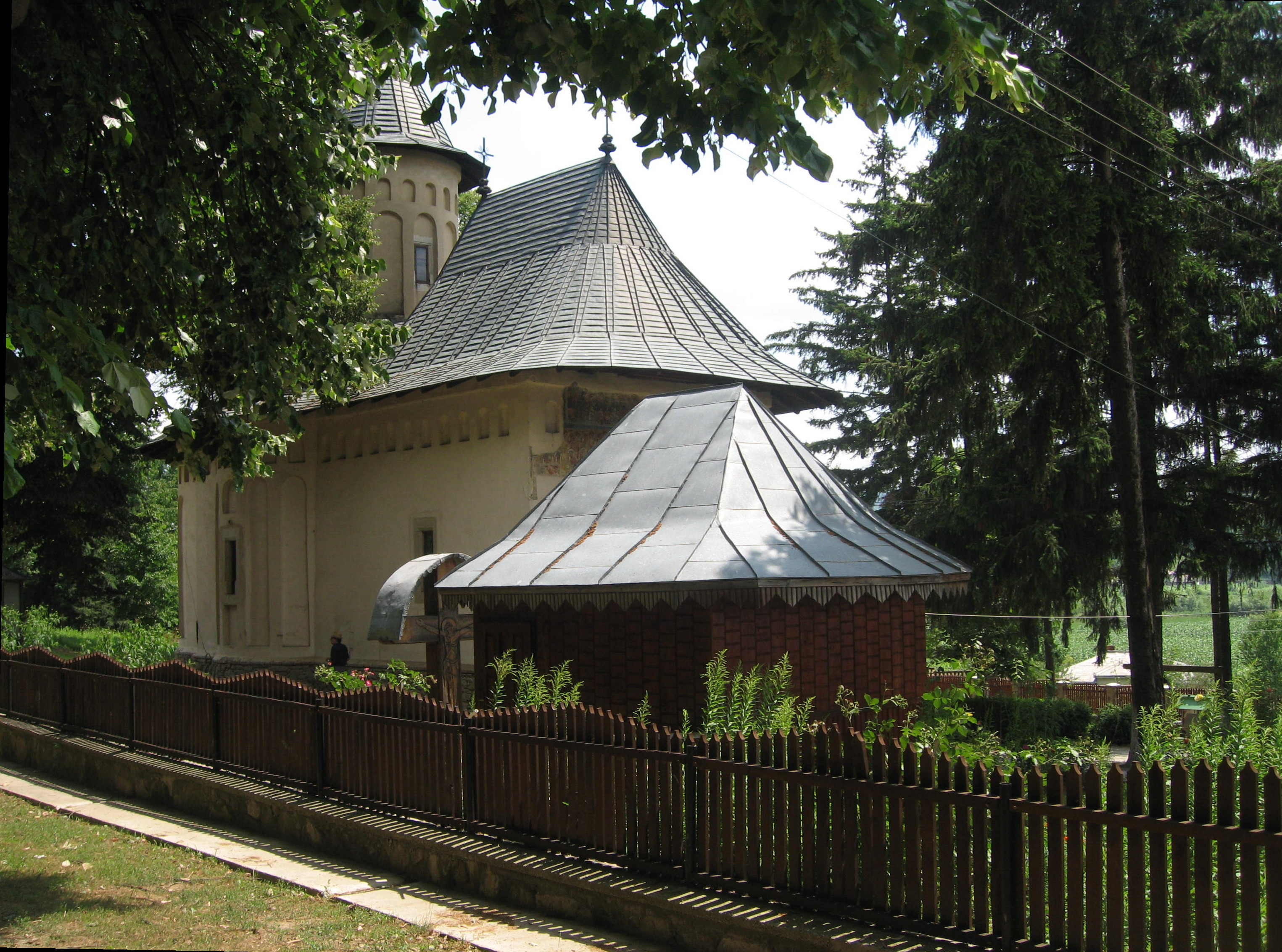
Biserica înainte de renovare
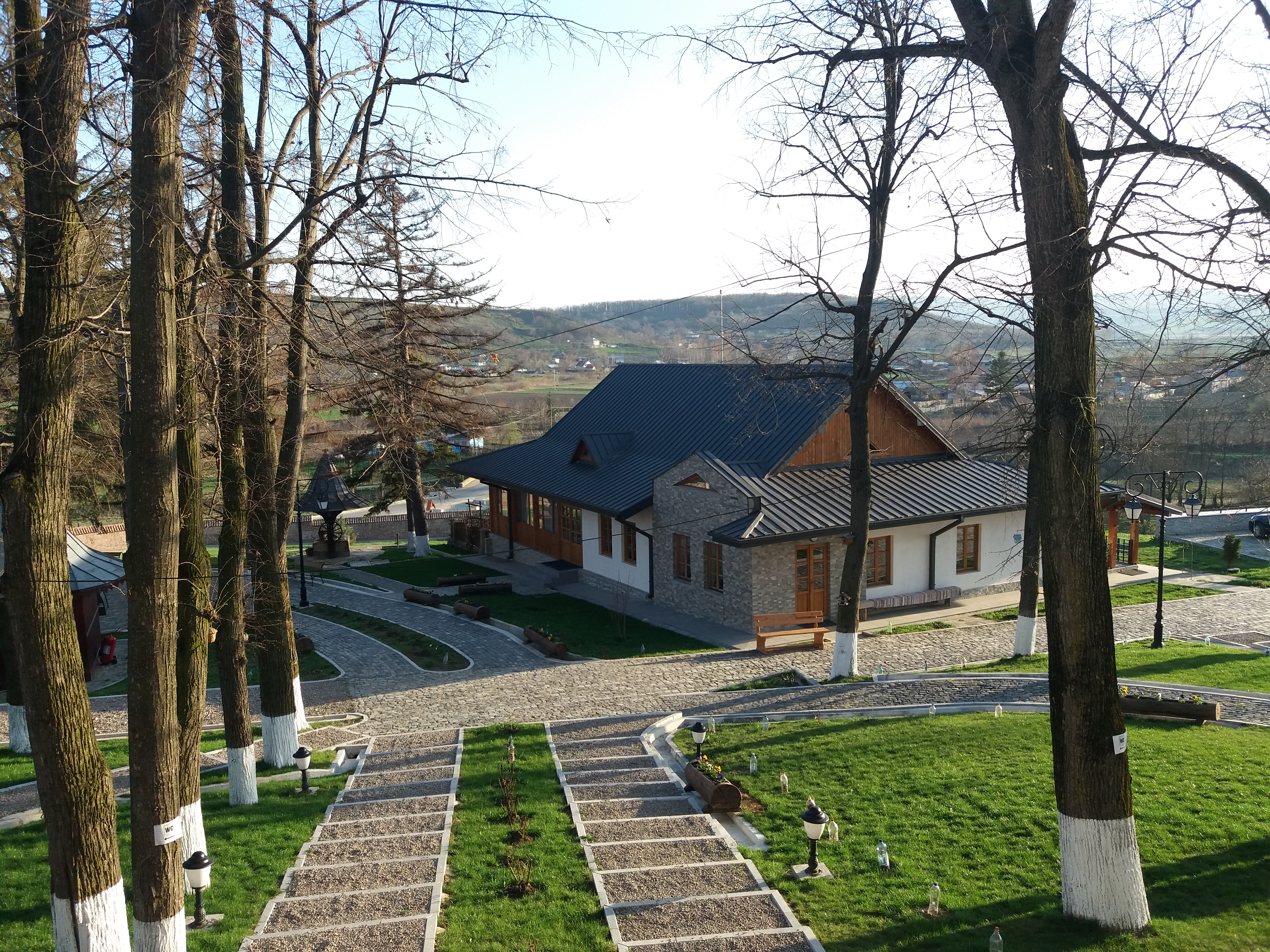
Curtea
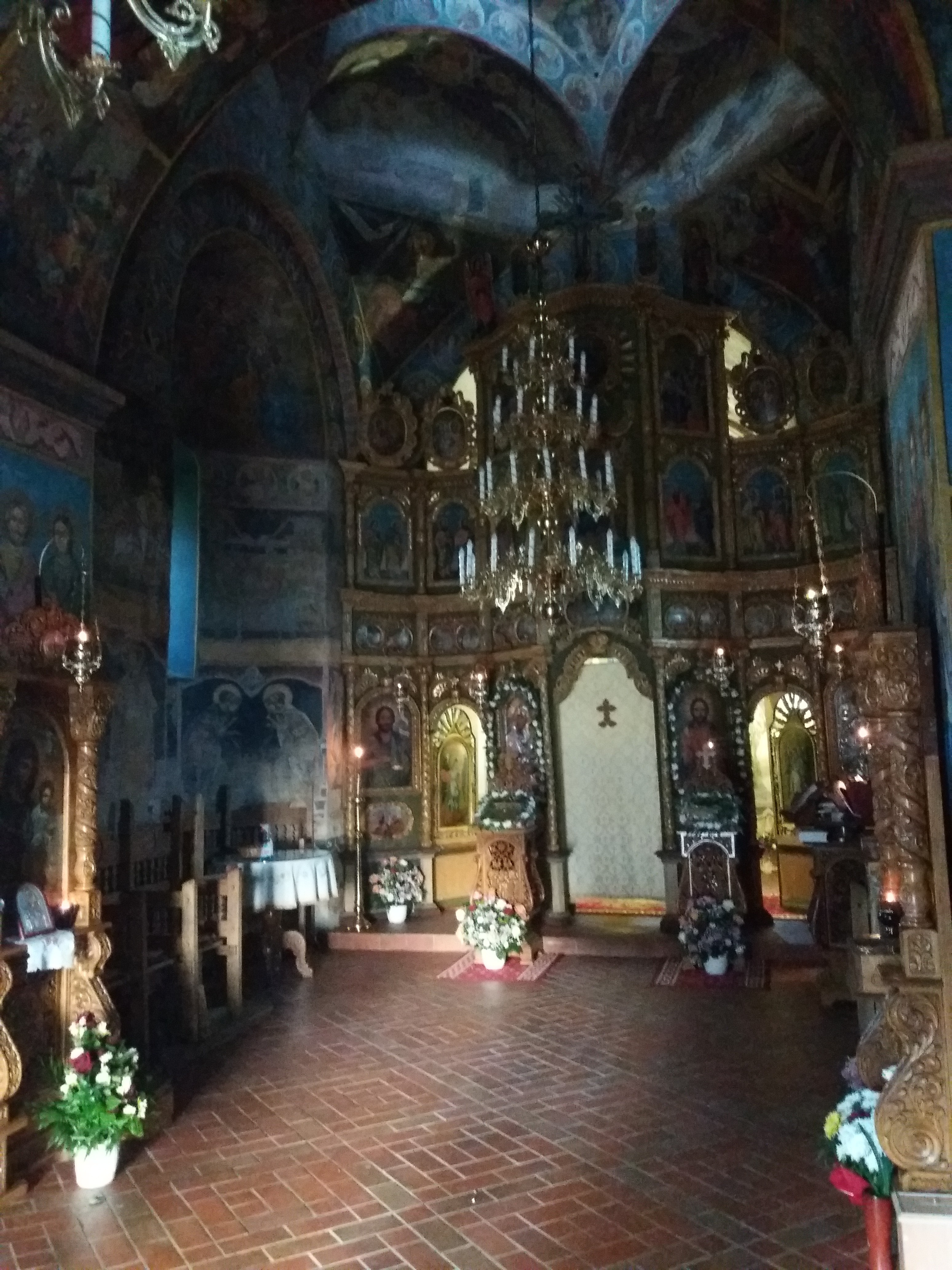
Interior după renovare
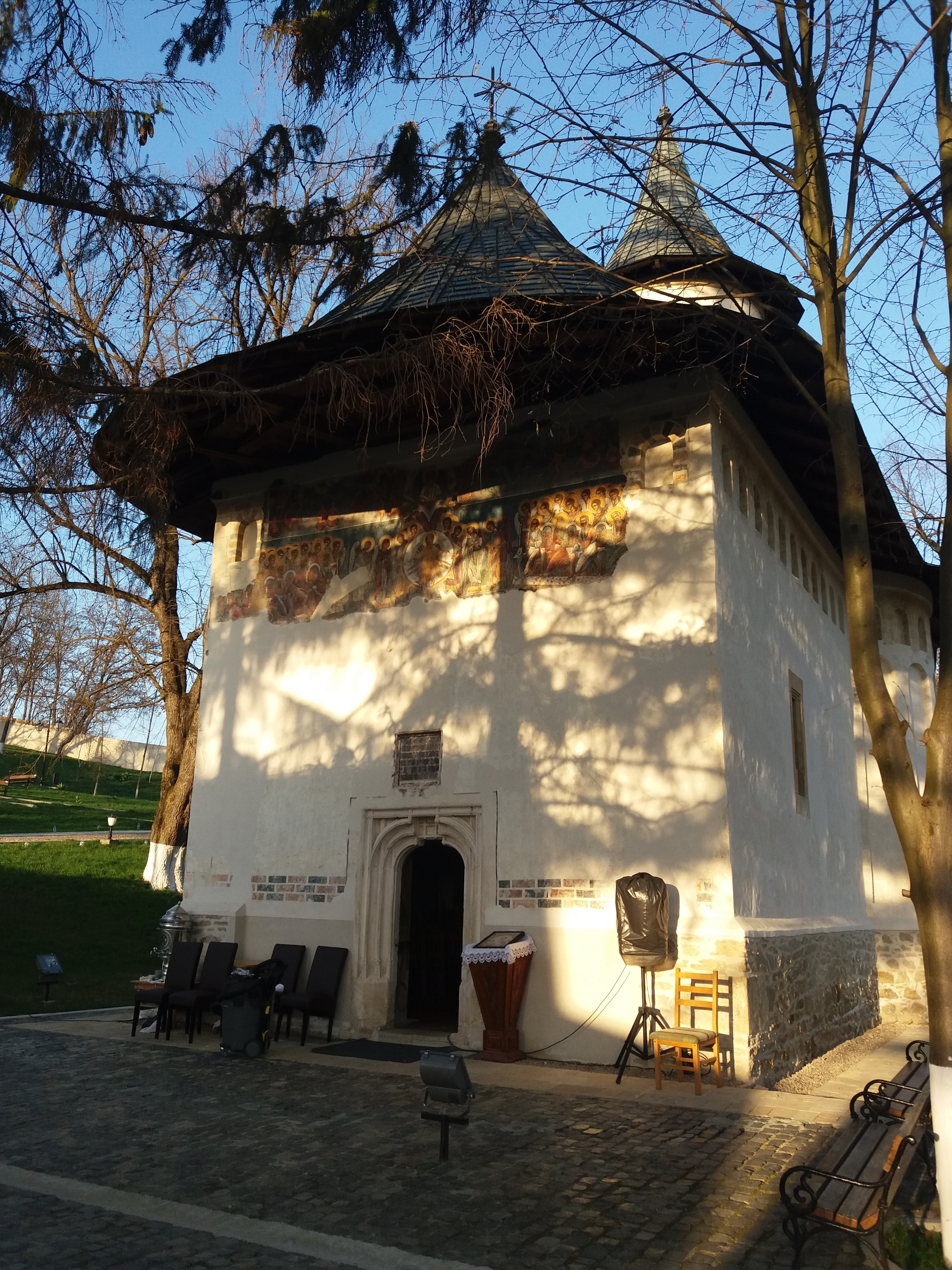
Biserica după renovare